# Албукерке, Мигел
Мигел Албукерке (порт. Miguel Albuquerque; род. 4 мая 1961, Фуншал) — государственный и политический деятель Португалии. Бывший мэр города Фуншал, член Социал-демократической партии (СДП) и действующий президент регионального правительства Мадейры. Является председателем СДП на Мадейре с 10 января 2015 года. 29 января 2024 года подал в отставку перед лицом обвинений в коррупции и других уголовных преступлениях.

## Биография
В должности мэра Фуншала 13 мая 2009 подписал Соглашение о побратимстве города с мэром Гибралтара Соломоном Леви, который был эвакуированным из Гибралтара в Мадейру во время Второй мировой войны. В апреле 2012 года Мигел Албукерке открыл дорогу в Сент-Хелиере на острове Джерси, которая получила название Rue de Funchal, в честь его родного города.
На региональных выборах 29 марта 2015 года правоцентристская партия СДП удержала власть, набрав 44,4 % голосов и получив 24 места в региональном парламенте. 11-й раз подряд СДП получила абсолютное большинство голосов на Мадейре. Эти выборы были первыми, на которых бывший лидер СДП и президент регионального правительства Алберту Жуан Жардин не баллотировался, так как он заявил в 2011 году, что уйдет с поста президента и лидера СДП Мадейры в 2015 году. Затем, 29 декабря 2014 года Мигел Албукерке был избран президентом и лидером СДП на Мадейре, но добавил, что не станет автоматически занимать пост президента автономного региона Мадейра без каких-либо выборов, хотя парламент был распущен. 
В соответствии с законом, после роспуска парламента президент обязан направиться в Лиссабон, чтобы принять участие в заседании Государственного совета Португалии и объяснить, почему парламент был распущен. Президент регионального правительства Мадейры Алберту Жуан Жардин в Лиссабоне попросил президента Португалии Анибала Каваку Силву, назначить выборы на Мадейре 29 марта 2015 года. Мигел Албукерке вступил в должность президента регионального правительства Мадейры 20 апреля 2015 года.
24 января 2024 года в рамках трех уголовных расследований полиция провела серию обысков на Мадейре и в континентальной части Португалии. В тот же день Мигелу Албукерке были предъявлены обвинения в коррупции, неправомерном обогащении, торговле влиянием, злоупотреблении властью, незаконном участии в предпринимательской деятельности и посягательстве на верховенство закона . Перед лицом обвинений он подал в отставку с поста председателя правительства автономного региона Мадейра, однако остаётся на этом посту до утверждения в законодательном собрании регионального бюджета.

### Хобби
Любит заниматься садоводством, выращивает множество видов роз в своем розарии герцогства Браганса.

## Книги
- Funchal, sobre a Cidade — Colectânea de artigos publicados, Quetzal Editores, 1996 год;
- Espelho Múltiplo — Política e Modernidade, Edicarte Editora, 1999 год;
- Roseiras Antigas de Jardim, Alêtheia Editora, 2006 год;
- Crónicas dum Lugar-Comum, Alêtheia Editora, 2010 год.

## Примечание
1. ↑  MIGUEL DE ALBUQUERQUE FELIZ AO LADO DA NOVA NAMORADA, SOFIA FERNANDES. Дата обращения: 7 октября 2016. Архивировано 2 марта 2022 года.
2. ↑  Jorge, Freitas Sousa (10 января 2015). Albuquerque já tomou posse. Diário de Notícias (Madeira). Архивировано 18 января 2015. Дата обращения: 12 января 2015.
3. 1 2  Rita Dinis. Demissão de Miguel Albuquerque não tem efeitos imediatos: PAN aceita que fique até ao orçamento (порт.). Expresso (29 января 2024). Дата обращения: 4 февраля 2024. Архивировано 4 февраля 2024 года.
4. ↑  St Helier 'twinned' with Madeiran capital Funchal. Дата обращения: 17 октября 2013. Архивировано 7 декабря 2019 года.
5. ↑  Mariana Oliveira. Albuquerque indiciado de oito crimes, incluindo corrupção activa e passiva (порт.). Público (26 января 2024). Дата обращения: 4 февраля 2024. Архивировано 29 января 2024 года.
6. ↑  ‘Roses Grow on You’, says the Mayor of Funchal. Дата обращения: 30 сентября 2013. Архивировано 19 июня 2014 года.
7. ↑  Há rosas que sobrevivem na Madeira. As do jardim de Miguel Albuquerque. Дата обращения: 7 октября 2016. Архивировано 10 октября 2016 года.